# ドロシー・ホルマン
ドロシー・ホルマン（Dorothy Holman, 1883年7月18日 - 1968年4月8日）は、イングランドの女子テニス選手。1920年のアントワープ五輪女子シングルスとダブルスで銀メダルを獲得している。

## 来歴
1920年アントワープ五輪に36歳で出場した。シングルスの決勝でフランスのスザンヌ・ランランに 3-6, 0-6 で敗れた。ジェラルディン・ビーミッシュと組んだダブルスでは同じイギリス代表のキティ・マッケイン＆ウィニフレッド・マクネアー組に 6-8, 4-6 で敗れ銀メダル2個を獲得した。
ウィンブルドン選手権では1912年と1913年で女子シングルスのベスト4進出がある。
1968年4月8日、ロンドンにて84歳で亡くなった。